# Baladă (Coșbuc)
„Baladă” este o poezie alcătuită din patru strofe, scrisă de George Coșbuc și a cărei primă ediție a fost publicată în 1893 în volumul Balade și idile.